# راشد سنييف
راشد عليفتش سنييف (بالتتارية: Рәшит Гали улы Сөнәев) (و. 1943 – م) هو فيزيائي، وعالم فلك، ومخترع، وأستاذ جامعي من الاتحاد السوفيتي. ولد في طشقند. هو عضوٌ في الجمعية الملكية، والأكاديمية الأمريكية للفنون والعلوم، والأكاديمية الروسية للعلوم، والأكاديمية الوطنية للعلوم، والأكاديمية الملكية الهولندية للفنون والعلوم.

## التعليم
تعلم في جامعة موسكو الحكومية، ومعهد موسكو للفيزياء والتكنولوجيا.

## مناصب وهيئات
أدار معهد أبحاث الفضاء التابع لأكاديمية العلوم الروسية.

## جوائز
حصل على جوائز منها:
- ميدالية ماكس بلانك (2023)
- محاضرة أوسكار كلاين التذكارية (2015)
- وسام إدينجتون (2015)
- وسام كارل شفارنسشيلد (2008)
- جائزة المحاضر لهنري نوريس راسيل (2008)
- جائزة كرافورد (2008)
- جائزة دانيال هاينمان للفيزياء الفلكية (2003)
- وسام بروس (2000)
- الميدالية الذهبية للجمعية الفلكية الملكية (1995)
- جائزة الملك فيصل العالمية
- وسام بنجامين فرنكلن
- جائزة غروبر في علم الفلك [الإنجليزية]‏
- صليب وسام الاستحقاق من جمهورية ألمانيا الاتحادية.